# Elecciones generales de Sierra Leona de 1996
Las elecciones generales se llevaron a cabo en Sierra Leona el 26 de febrero de 1996. Fueron convocadas por Julius Maada Bio, jefe de Estado militar que se había impuesto en un golpe de Estado en enero de ese mismo año, con el objetivo de retornar al país una democracia multipartidista y poner fin a la guerra civil que azotaba al país. Bio debió realizar el golpe ante la negativa del líder Valentine Strasser de realizar los comicios en plena guerra. El país no celebraba elecciones con varios partidos políticos desde 1977, y no veía un proceso electoral libre y justo desde 1967. Entre 1978 y 1992, Sierra Leona había sido un estado de partido único bajo el dominio del Congreso de Todo el Pueblo. En 1992, en plena guerra civil, el régimen del APC fue derrocado por el golpe de Strasser.
Fueron las primeras elecciones presidenciales directas con más de un candidato. Ahmad Tejan Kabbah, del Partido Popular de Sierra Leona, obtuvo la victoria. Al no conseguir mayoría absoluta en primera vuelta, debió realizarse una segunda el 15 de marzo, en las que Kabbah se impuso con el 59% de los votos por sobre John Karefa-Smart, del Partido Popular Nacional Unido. El partido de Kabbah retornó al poder después de 29 años fuera de la escena política, ganando también por estrecho margen en las elecciones legislativas, aunque quedó legos de la mayoría, con solo 27 de los 68 escaños electos de un parlamento de 80. Otro acontecimiento destacable de la elección fue la profunda caída del Congreso de Todo el Pueblo, que había regido al país como partido único y había perdido gran parte de su base electoral, obteniendo menos del 6% de los votos, y quedando cuarto en la elección legislativa y quinto en la presidencial.

## Antecedentes
Desde marzo de 1991, Sierra Leona se encontraba sumergida en una intensa guerra civil, provocada por el Frente Revolucionario Unido que, con el apoyo de las fuerzas especiales del Frente Patriótico Nacional de Liberia (NPFL) de Charles Taylor, intervino en Sierra Leona en un intento de derrocar al gobierno unipartidista de Joseph Saidu Momoh, provocando una espantosa guerra civil de 11 años que envolvió el país y dejó al menos 50.000 muertos, aunque algunas estimaciones hablan de 120.000 muertos. Dos millones y medio de sierraleonenses fueron desplazadas tanto dentro como fuera del país incluyendo 200.000 que huyeron a la vecina Guinea. Otros 250.000 guineanos fueron desplazados y más de 1.000 muertos entre los años 2000 y 2001 producto de los ataques del FRU contra zonas fronterizas. La incapacidad del gobierno de Momoh para hacer frente a la situación provocaron en 1992 un golpe de Estado que llevó a Valentine Strasser a asumir la jefatura de estado de facto. El grupo golpista prometió que, cuando finalizara el conflicto, retornarían el país a un gobierno civil democráticamente electo. Las elecciones fueron programadas para 1996, pero ante la continuidad del conflicto Strasser se negó a convocarlas, por lo que en enero de 1996, su vicepresidente, Julius Maada Bio, lo depuso y convocó a los comicios.

## Resultados

### Presidenciales
| Candidatos         | Partidos                        | Primera vuelta | Primera vuelta | Segunda vuelta | Segunda vuelta |
| Candidatos         | Partidos                        | Votes          | %              | Votes          | %              |
| ------------------ | ------------------------------- | -------------- | -------------- | -------------- | -------------- |
| Ahmad Tejan Kabbah | Partido Popular de Sierra Leona | 266,893        | 35.80          | 608,419        | 59.50          |
| John Karefa-Smart  | Partido Popular Nacional Unido  | 168,666        | 22.62          | 414,335        | 40.50          |
| Thaimu Bangura     | Partido Democrático Popular     | 119,782        | 16.07          |                |                |
| John Karimu        | Partido de la Unidad Nacional   | 39,617         | 5.31           |                |                |
| Edward Turay       | Congreso de Todo el Pueblo      | 38,316         | 5.14           |                |                |
| Abu Aiah Koroma    | Partido del Centro Democrático  | 36,779         | 4.93           |                |                |
| Abass Bundu        | Partido Popular Progresista     | 21,557         | 2.89           |                |                |
| Amadu Jalloh       | Alianza Nacional Democrática    | 17,335         | 2.33           |                |                |
| Edward Kargbo      | Convención Nacional del Pueblo  | 15,798         | 2.12           |                |                |
| Desmond Luke       | Movimiento de Unidad Nacional   | 7,918          | 1.06           |                |                |
| Andrew Lungay      | Partido Socialdemócrata         | 5,202          | 0.70           |                |                |
| Andrew Turay       | Partido Nacional Popular        | 3,925          | 0.53           |                |                |
| Mohamed Sillah     | Alianza Nacional Democrática    | 3,723          | 0.50           |                |                |
| Total              | Total                           | 745,511        | 100            | 1,022,754      | 100            |

### Legislativas
| Partidos                                 | Votos   | %     | Escaños |
| ---------------------------------------- | ------- | ----- | ------- |
| Partido Popular de Sierra Leona          | 269,888 | 35.94 | 27      |
| Partido Popular Nacional Unido           | 165,219 | 22.00 | 17      |
| Partido Democrático Popular              | 114,429 | 15.24 | 12      |
| Congreso de Todo el Pueblo               | 42,467  | 5.66  | 5       |
| Partido de la Unidad Nacional            | 39,285  | 5.23  | 4       |
| Partido del Centro Democrático           | 35,632  | 4.75  | 3       |
| Partido Popular Progresista              | 21,361  | 2.84  | 0       |
| Alianza Nacional Democrática             | 20,125  | 2.68  | 0       |
| Convención Nacional del Pueblo           | 19,019  | 2.53  | 0       |
| Movimiento de Unidad Nacional            | 8,885   | 1.18  | 0       |
| Partido Socialdemócrata                  | 5,900   | 0.79  | 0       |
| Partido Nacional Popular                 | 3,992   | 0.53  | 0       |
| Elegidos por los Jefes Supremos Tribales | -       | -     | 12      |
| Votos en blanco/anulados                 | 4.656   | -     | -       |
| Total                                    | 750,858 | 100   | 80      |
| Fuente: Elections Today                  |         |       |         |